# Alles in een
Alles in een is een lied van de Nederlandse zanger en radio-dj Rob Janssen uitgebracht onder zijn carnavalsartiestennamen Gerst en Lamme Frans. Het werd in 2013 als single uitgebracht.

## Achtergrond
Alles in een is geschreven door Lodewijk Martens, Niels Littooij, Barend de Ronden en Don Zwaaneveld. Het is een carnavalskraker dat een bewerking en parodie is op Beauty & de brains van Nielson uit 2012. In het lied zingt de artiest over de vele alcoholische consumpties die hij nuttigt. 

## Hitnoteringen
De carnavalszanger had succes met het lied in de hitlijsten van Nederland. Het kwam tot 33e plaats van de Nederlandse Single Top 100 in de vier weken dat het in deze hitlijst te vinden was. De Nederlandse Top 40 werd niet bereikt; het kwam hier tot de dertiende plek van de Tipparade. 